# Henri Avelot
Henri Louis Avelot, né le 2 mars 1873 à Saint-Germain-en-Laye et mort le 2 avril 1935 à Paris, est un peintre, dessinateur et humoriste français, collaborateur de nombreuses revues de 1895 à sa mort. Il a aussi publié des feuilletons parodiques et écrit et dessiné pour les enfants.

## Biographie
Aux débuts de sa carrière, Henri Avelot est un dessinateur qui tire ses revenus des dessins et aquarelles réalisés lors de ses voyages. De son premier voyage effectué en compagnie de Joseph de la Nézière dans les Balkans lorsqu'il a 20 ans, il fait paraître un récit illustré de 200 pages dédié au Prince Nicolas 1er de Montenegro. Avelot effectue ensuite une mission topographique au Congo français en 1899. Dans les années 1910-1911, le goût du voyage qu'il cultivera tout au long de sa vie nourrit une série d'articles illustrés que publie La Vie parisienne.
À partir de 1895, Henri Avelot entame une carrière de dessinateur humoristique dans les principales revues spécialisées de l'époque : La Caricature, Le Pêle-Mêle, Le Rire (1899-1909), et dans une moindre mesure dans Fantasio, Le Sourire, La Baïonnette, Le Journal ou Je sais tout (1913). Il adhère à la Société des dessinateurs humoristiques dès 1904 et expose régulièrement au Salon des humoristes.
Peintre, il expose aussi aux salons de la Société nationale des beaux-arts (de 1901 à 1933), au Salon des artistes français (de 1906 à 1910) ainsi qu'aux expositions de la Société coloniale des artistes français.
Dès 1900, il déploie ses talents littéraires dans des feuilletons parodiques délirants de romans populaires historiques (L'Homme verdâtre, 1900 et Quousque tandem ?, 1904), policiers (La Comtesse tatouée, 1907 et Les Mystères de l'hôtel Fornax) ou de western (Œil de taupe ou La Dernière des Mohicans, 1919).
Il collabore aussi activement à des revues pour la jeunesse telles que La Semaine de Suzette dans les années 1910 ou Benjamin en 1929-1930. Des albums pour enfants, où il est à la fois l'auteur du texte et le dessinateur paraissent chez différents éditeurs.
Par ailleurs, Henri Avelot est un collectionneur de poupées et de jouets ainsi que d'images d'Épinal. Il est aussi président de la République de Montmartre de 1931 à 1934[réf. nécessaire].
Il est l'inventeur du calembour graphique[réf. nécessaire].

## Diplôme d'amis des humoristes
À L'Isle-Adam, le musée Louis Senlecq conserve un Diplôme d'amis des humoristes décerné à Monsieur Henri Claude signé par plusieurs humoristes : Auguste Roubille, Jean Droit, Carlegle, Henri Avelot, Charles Léandre, Maurice Neumont, Francisque Poulbot, Maurice Radiguet, André Pécoud, Louis Vallet, Jean Chaperon, A. Pavis, Leroy, Jacques Nam, Bils, Jean-Louis Forain.

## Ouvrages publiés

### Récits de voyages
- Monténégro, Bosnie, Herzégovine, avec Joseph de La Nézière, éd. H. Laurens, 1895.
- Croquis de Grèce et de Turquie, 1896-97, éd. Mame,1897 [lire en ligne].
- Voyages où il vous plaira, Éditions de "La Vie parisienne", s.d.

### Albums pour la jeunesse
- Les Bonnes Idées de Philibert, éd. H. Laurens, 1908.
- Arthur veut... Arthur ne veut pas, éd. H. Laurens, coll. « Plume et crayon », circa 1910.
- Girofla ou La Petite Fille de la Mère Michel, éd. Delagrave, 1911 [lire en ligne].
- Lolotte en liberté, texte de Jacques Hyliane, éd. Delagrave, 1911 [lire en ligne].
- Le Tour du monde de Philibert, éd. H. Laurens, 1914 [lire en ligne].
- Aventures du capitaine Longoreille, texte George Auriol, Berger-Levrault, 1922.
- « Antoinette la coquette » , dans L'Arc en ciel des vilains défauts, éd. H. Laurens, 1925.
- Dix fables d'animaux, de Jean de La Fontaine, iIlustrations en silhouettes et morales humoristiques aux dépens des humains par Henri Avelot, éd. H. Laurens, 1932 [lire en ligne].

### Roman
- L'Homme verdâtre ou La Porte mystérieuse de la cave au trésor des souterrains du château maudit, G. Crès, « Collection littéraire des romans fantaisistes », 1919.

### Essais
- L'Encyclopédie fantaisiste : leçons souriantes et badines, éd. E. Flammarion, 1928 [lire en ligne].
- Traité pratique de la caricature et du dessin humoristique, éd. H. Laurens, 1932 [lire en ligne].
- La Vie mondaine à travers les âges, éd. Baudinère, 1934.

Illustrations des fables de La Fontaine
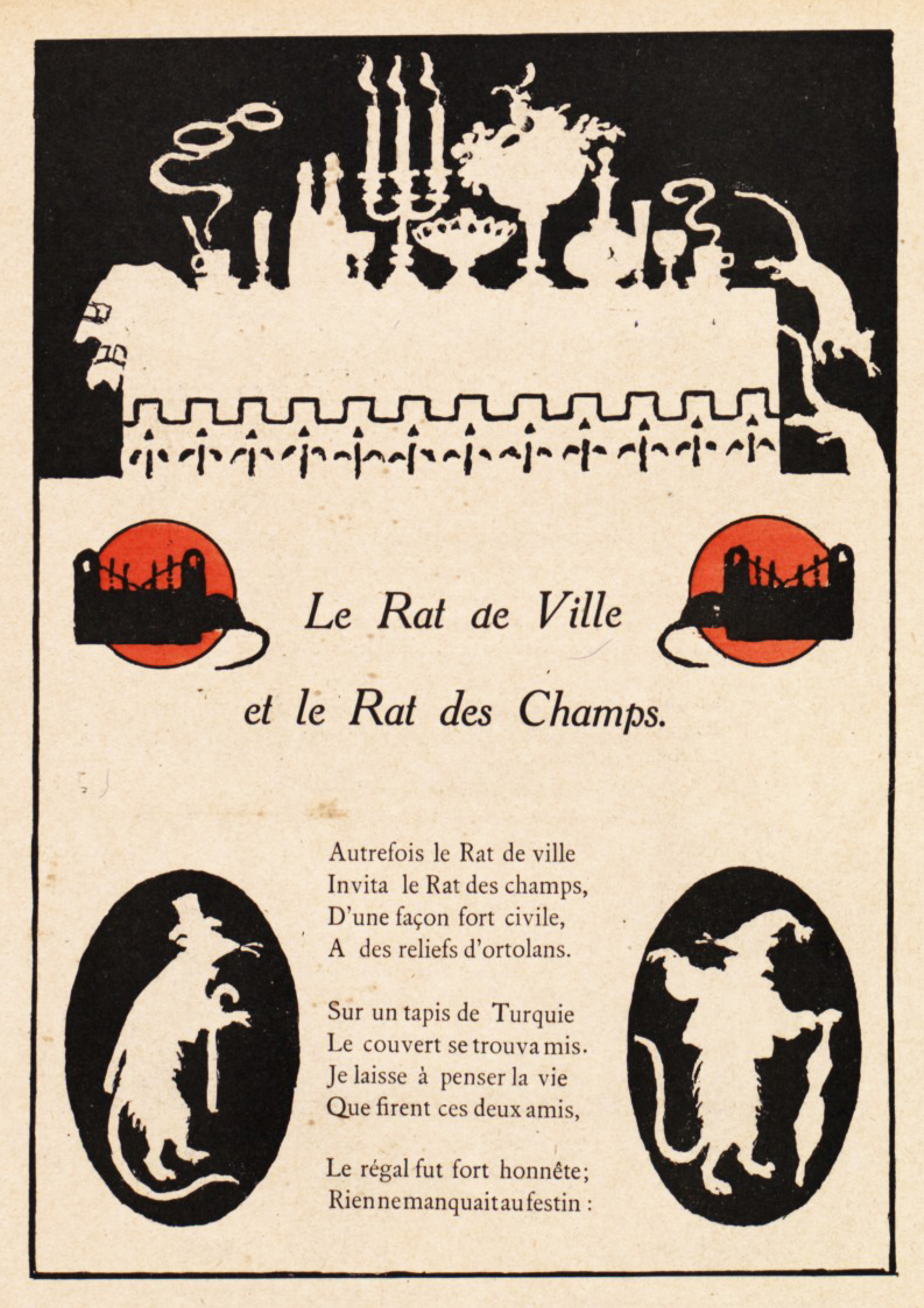
Le Rat des villes et le rat des champs.
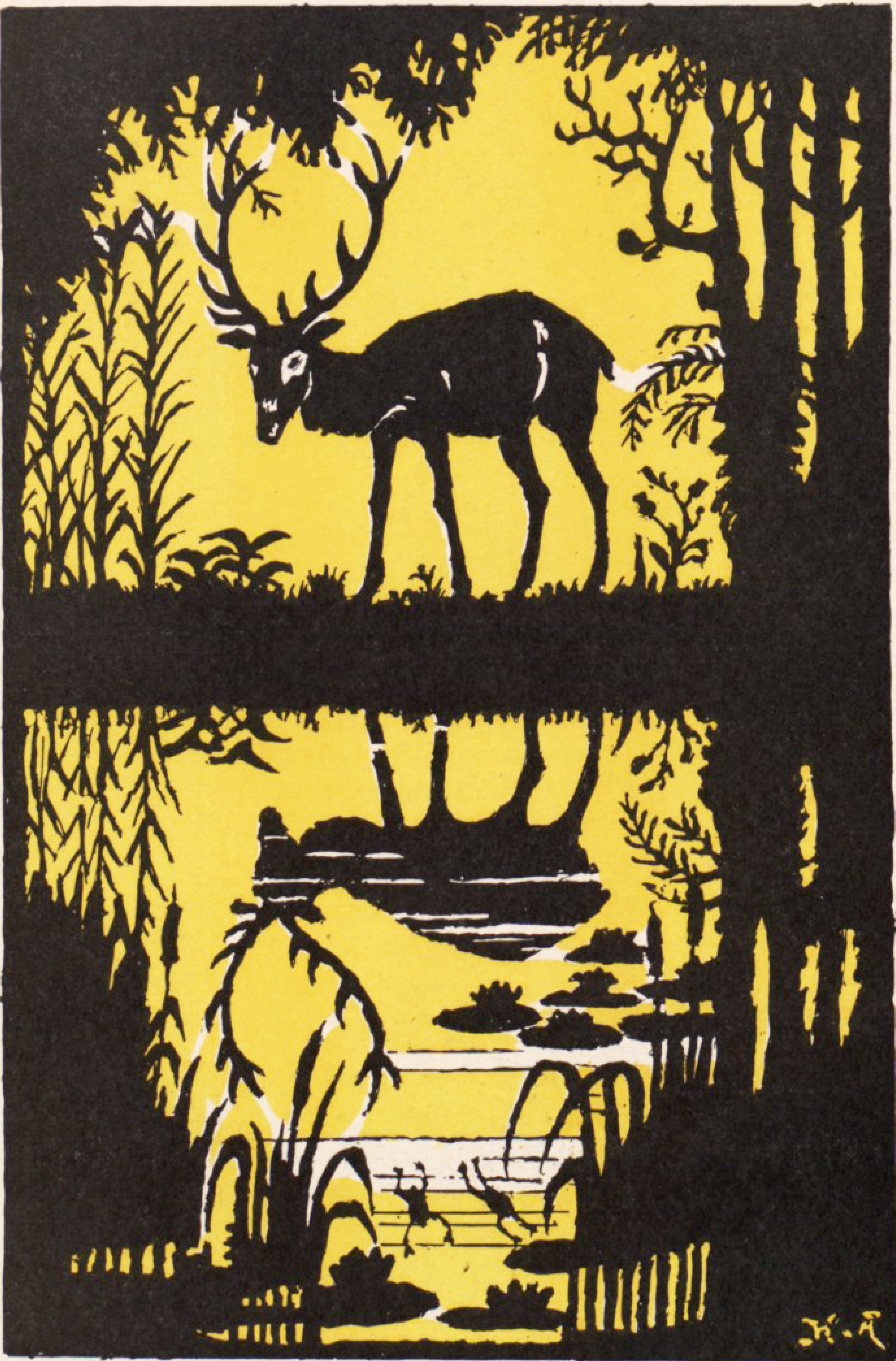
Le Cerf se voyant dans l'eau.
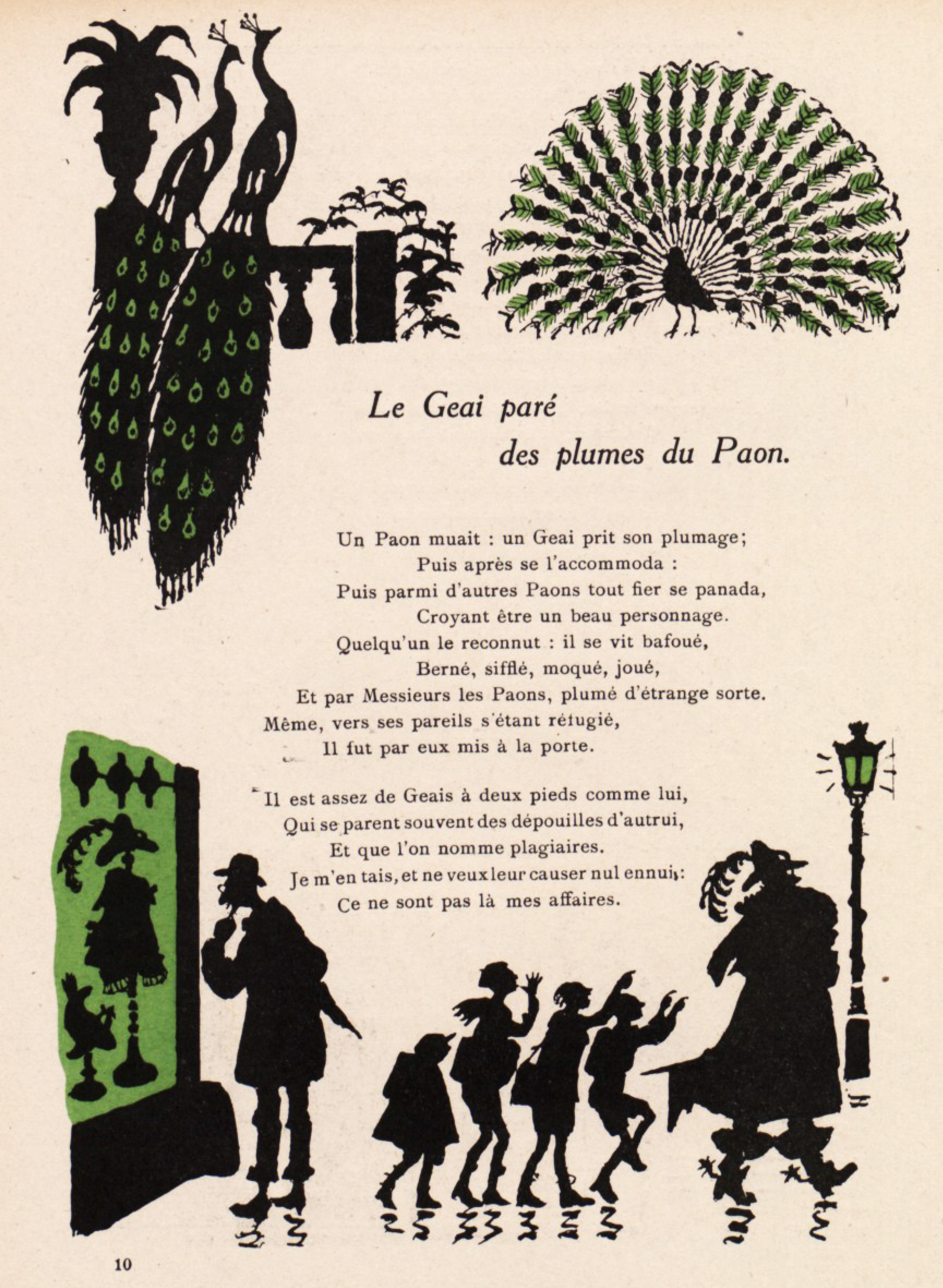
Le Geai paré des plumes du paon.

## Réception actuelle
Dans la production très abondante et multiforme d'Henri Avelot, les historiens de la science-fiction Guy Costes et Joseph Altairac remarquent la permanence d'un « esprit de conjecture » qui se manifeste de façon brillante dans l'évocation d'une préhistoire fantaisiste, de moyens de transport du futur et d'anticipations sociales,,.